# Geoda

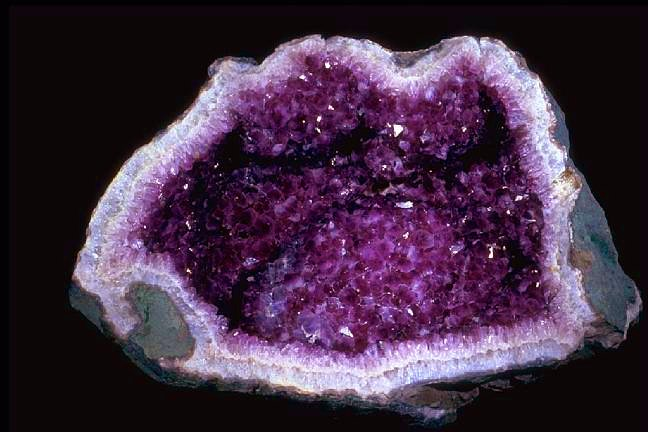
Geoda d'ametista

Una geoda és una estructura geològica que ocorre en certes roques volcàniques i sedimentàries. Són cavitats rocoses, normalment tancades, en les quals han cristal·litzat minerals que han estat conduïts fins a ella dissolts en aigua subterrània. El seu nom prové del grec γεώδης, 'semblant a la Terra'.
Les geodes tenen generalment forma arrodonida i són revestides en el seu interior de matèria mineral que es forma per qualsevol d'aquests dos processos:
- mitjançant l'ompliment de vesícules (bombolles de gas) a les roques volcàniques pels minerals dipositats per fluids hidrotermals,
- per la dissolució dels nòduls o concrecions sedimentàries i omplert parcialment per aquests o altres minerals precipitats a partir d'aigua diagenètica, aigües subterrànies o fluids hidrotermals.

Els cristalls de dins d'una geoda poden arribar a ser de gran grandària a causa de la poca pressió a la qual es veuen sotmesos. El procés de cristal·lització es produeix en capes a les parets de la cavitat, de manera que es poden trobar geodes buides. En terrenys càrstics, com els generats en dipòsits de guix, l'aigua dissol la roca i els cristalls són petits per haver-se sotmès a grans pressions, i en les mateixes cavitats creades pot recristal·litzar el mateix material amb cristalls de major grandària.
Una de les majors geodes del món es troba a Pulpí (Almeria, Espanya). Es tracta d'una geoda gegant de 9 metres de llarg per 2 d'ample i entre 1 i 2 metres d'alt, composta de cristalls de guix, alguns dels quals mesuren fins a un metre. Aquesta geoda es va descobrir l'any 1999 en una mina abandonada a Pilar de Jaravía, una pedania de Pulpí. Des de l'any 2008 l'ajuntament d'aquesta localitat i diverses conselleries de la Junta d'Andalusia tenen en marxa un projecte per a l'explotació turística d'aquest indret.